# Pronomes do esperanto
O Esperanto possui os seguintes pronomes pessoais:
- Mi: Eu.
- Ci: Tu.
- Li: Ele.
- Ŝi: Ela.
- Ĝi: Ele/Ela, para objetos inanimados, animais, e eventualmente crianças.
- Oni: Pronome indefinido: "Oni invitis nin": "Nos convidaram", "Oni diras ke...": "Diz-se que...".
- Ni: Nós.
- Vi: Você/Vocês.
- Ili: Eles/Elas: plural de li/ŝi/ĝi.

A lista de pronomes lembra bastante a lista dos pronomes da língua inglesa, usando o mesmo pronome de segunda pessoa tanto para o singular quanto para o plural (vi em esperanto, you em inglês), e usando apenas um plural (ili) para os três pronomes da terceira pessoa do singular: li, ŝi e ĝi. A diferença fica por conta o pronome oni, útil para expressar frases impessoais sem circunlóquios.
Vi: Esse pronome serve tanto para a segunda pessoa no singular como no plural. Para alguns isso é um defeito, mas vale lembrar que no inglês, língua étnica que usa o mesmo sistema, não existe confusão[carece de fontes?]. De qualquer modo, para o contexto ficar mais claro, pode-se notar o singular ou plural:
- Com predicativo:
  - Vi estas ĝoja: você é alegre.
  - Vi estas ĝojaj: vocês são alegres.
  - Vi estas frato kaj fratino: vocês são irmão e irmã.
- Com um vocativo:
  - Mi dankas vin, sinjoro: Eu lhe agradeço, senhor.
  - Mi dankas vin, sinjoroj: Eu vos agradeço, senhores.
  - Kion vi faris, vi knabo: O que você fez, você garoto.
- Com o contexto:
  - Kio estas inter vi?: O que está entre vocês?
  - Vi kvar foriru tie ĉi: Vocês quatro, saim daí.

Ci: Como vimos, esse pronome singular da segunda pessoa é usado na poesia; eventualmente, pode ser usado nos diálogos quando se deseja dar um ar "lírico" a uma fala. Note que no Fundamento de Esperanto, o ci só vem a ser apresentado nos exemplos, e não na lista de pronomes.
Li/Ŝi: Esses pronomes indicam também gênero feminino e masculino; em casos alegóricos, podem ser atribuídos a seres inanimados, abstratos ou animais. Em caso de pessoas, mas de sexo não especificado, pode-se usar o pronome li de forma neutra; o pronome ĝi, como é comum ao se referir a crianças e bebês; ou o pronome demonstrativo tiu (junto com seu possessivo ties).
Ĝi: Pronome singular da terceira pessoa, sem distinção de gênero, ou seja, neutro. Corresponde ao "it/they/them" do inglês. Usado para indicar seres sem sexo definido (objetos), ou quando o sexo não importa (animais, embora animais de estimação possam receber li ou ŝi, de acordo com a vontade do dono). Também pode ser usado para se referir a crianças e bebês.
Oni: Sendo um pronome indefinido, é usado quando não se sabe, ou não se quer dizer, o quê ou quem fez ou sofre alguma coisa. Corresponde ao francês "on" e ao alemão "man", exemplo: Oni diras ke...: Dizem que..., A gente diz que..., Diz-se que....
No caso de verbos que não exigem sujeito, não se usa nenhum pronome (nem mesmo ĝi nem oni). Por exemplo, Pluvas, que significa Está chovendo.

## Pronomes possessivos
Os pronomes possessivos são formados com a adição da terminação adjetiva "a" aos pronomes pessoais, gerando:
Mia: meu/minha.
Via: seu/sua/teu/tua.
Cia: teu/tua.
Lia: dele.
Ŝia: dela.
Ĝia: dele/dela (neutro).
Nia: nosso/nossa.
Ilia: deles/delas.
Geramos então "adjetivos de posse", para formar o plural, deve-se agir como para formar o plural de um adjetivo, ou seja: adicionando a terminação "j". Assim:
Miaj: meus/minhas.
Viaj: seus/suas/teus/tuas.
Ciaj: teus/tuas.
Liaj: deles.
Ŝiaj: delas.
Ĝiaj: deles/delas (neutro).
Niaj: nossos/nossas.
Iliaj: deles/delas, ex: "Iliaj domoj estas grandaj": As casas deles são grandes.

## Pronome reflexivo
O pronome reflexivo é "si", e não pode ser o sujeito da oração, nem fazer parte dele. Corresponde ao português "si" ou ao "sigo" do "consigo":
- Li parolas pri si': Ele falou de si (sobre ele mesmo).
- La homoj devas vivi inter si harmonie: Os humanos devem viver harmonicamente entre si.
- Ŝi demandas pri si: Ela perguntou sobre si (mesma).

O pronome reflexivo "si" também tem um possessivo: "sia", plural: "siaj":
- Li venis kun sia filo: Ele veio com o seu filho (com o filho dele mesmo).
- Ŝi ŝanĝis siajn ideojn: Ela mudou suas (próprias) idéias.

## Pronomes de tratamento
Como pronome de tratamento, temos a palavra "Moŝto", que é usada como título geral de cortesia, é usada tanto para papas, presidentes, prefeitos, etc. ex:
- Lia Reĝa Moŝto, Johano II de Portugalujo: Sua Majestade, Dom João II de Portugal.
- Preta, Via Generala Moŝto!: Pronto, Senhor General!
- Mi servos vin, sinjorino moŝto: Eu te servirei, minha senhora.